# José María Iglesias
Pour les articles homonymes, voir Iglesias.
José María Iglesias Inzáurraga né le 5 janvier 1823 à Mexico et décédé le 17 novembre 1891 à Mexico. Il est juriste, juge, homme d'État mexicain et président de la République (le président légaliste) du 28 décembre 1876 au 15 mars 1877. Il étudie de droit à l'Université de Mexico et est admis au barreau en 1844 et nommé professeur de jurisprudence.

## Biographie
Il commence sa carrière politique en 1847 comme membre du conseil municipal de Mexico. Lors de la guerre américano-mexicaine il est nommé membre du Tribunal Militaire Suprême, il suit l'Armée de l'Est. Après le traité de Guadalupe Hidalgo en 1848, le gouvernement le nomme chef de la division des finances, puis en 1850, il est promu membre de la cour des comptes. En 1852 il est élu au Congrès où il est bientôt reconnu pour son éloquence et sa profonde connaissance du droit constitutionnel. Il s'oppose à la nomination du Général Lombardini à la présidence et au retour de Santa Anna en 1853. En 1856, sous la présidence de Comonfort, Sebastián Lerdo de Tejada nomme Iglesias chef de l'administration des finances, en tant que tel, il rédige le projet de loi visant à interdire à l'église de posséder des biens immobiliers. De janvier à mai 1857, il est secrétaire d'État à la justice, de mai à septembre, secrétaire d'État aux finances, le 16 septembre, il est élu juge à la Cour Suprême.
Durant l'invasion française, il est un fervent partisan du gouvernement constitutionnel. Après la prise de Puebla, le 17 mai 1863, Juarez et son gouvernement quittent Mexico le 31 mai et s'installent à San Luis Potosi, Iglesias l'accompagne et est nommé secrétaire d'État à la justice en septembre. Il occupe ce poste jusqu'au retour du gouvernement républicain à Mexico en juillet 1867. Il accompagne Juarez dans tous ses déplacements jusqu'à l'avancée des forces françaises, puis lors du repli du gouvernement à Saltillo il détient provisoirement le portefeuille des finances de janvier à mai 1864.

### République mexicaine
Après le retour des autorités républicaine, Iglesias est élu au Congrès, puis de septembre 1868 à octobre 1869 il est ministre de l'Intérieur et ce même mois reçoit également le portefeuille de la justice. Il se retire de la vie publique en 1871 pour raisons de santé mais en 1872, il accepte le poste de percepteur des douanes de la ville de Mexico. En juillet 1873, il est élu Président de la Cour Suprême et, en tant que tel, lorsque le Président du Congrès déclare Lerdo de Tejada réélu, le 26 septembre, il publie le même jour un manifeste déclarant « l'élection illégale et l'ordre constitutionnel interrompu », revendiquant en conséquence, selon la constitution, la présidence provisoire,.
Alors que certains des juges, qui se sont déclarés en sa faveur, sont emprisonnés sur ordre de Lerdo de Tejada, Iglesias quitte secrètement Mexico pour Muana-juato, où il est reconnu président de la république par le Gouverneur Antillon, le Général Garcia de la Cadena, et le commandant militaire de l'État de Jalisco, le Général Cebalhs. Il publie alors le manifeste de Salamanca annonçant son accession à la tête de l'exécutif puis il organise son cabinet ministériel et regagne Mexico. Quand après la bataille de Tecoac, le 16 novembre, Lerdo et son gouvernement abandonnent la capitale, le Général Diaz entame des négociations avec Iglesias pour un accord pacifique, mais, ce dernier ayant refusé de reconnaître le « Plan de Tuxtepec », Diaz et ses troupes marchent contre Iglesias. Après une entrevue stérile des deux chefs dans la propriété de Capilla, Iglesias fuit vers Guadalajara, où il installe son gouvernement le 2 janvier 1877.

### Exil et retour
Ses troupes commandées par Antillon ayant été défaites à Los Adobes, il fuit à nouveau avec son gouvernement et le Général Ceballos à Manzanillo, et le 17 janvier s'embarque pour l'exil aux États-Unis. Il rentre au Mexique en 1878, mais y vit retiré de la vie publique, se consacrant à l'écriture. Il meurt le 17 novembre 1891 à Mexico.
Il est rédacteur en chef de plusieurs journaux et publie:
- Apuntes para la Historia de la guerra entre Mejico y los Estados Unidos (Mexico, 1852) ;
- Revistas Historicas sobre la Intervencion Francesa (1870); Dirección General de Publicaciones del CNCA, 1991, t. I, 440 pp.,  (ISBN 968-29-2839-7)